# Ulrick Lupède
Ulrick Lupède (Pointe-à-Pitre, 1º giugno 1984) è un ex calciatore francese, di ruolo difensore.

## Caratteristiche tecniche
È un difensore centrale.

## Carriera

### Club
Comincia a giocare in Francia, nelle giovanili del Red Star. Nel 2002 viene acquistato dal Le Mans. Dopo una stagione in seconda squadra, nel 2003 viene promosso in prima squadra. Nel 2005 si trasferisce al Tours. Nel 2006 passa all'Entente SSG. Nel 2007 viene ceduto al Rodez. Nel 2008 passa al La Flèche. Nel 2009 si trasferisce in Portogallo, al Naval 1º de Maio. Nel gennaio 2011 passa al Covilhã. Nell'estate 2011 torna in Francia, al La Suze-sur-Sarthe. Nel 2012 viene acquistato dal Saint-Saturnin.

### Nazionale
Debutta in Nazionale il 27 novembre 2010, in Guyana-Guadalupa (1-1). Viene convocato per la Gold Cup 2011. Ha collezionato in totale, con la maglia della Nazionale, 4 presenze.